# NexGen

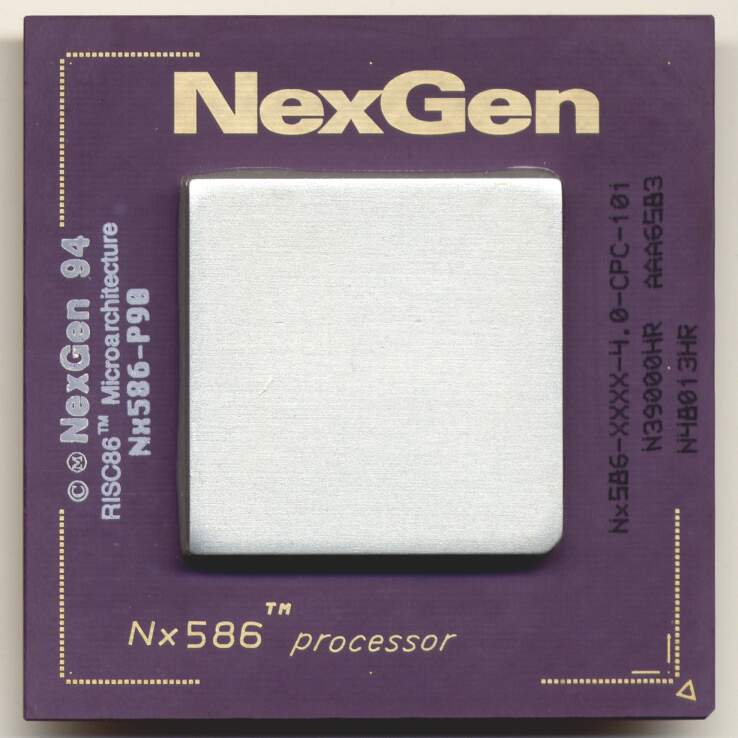
Procesor NexGen

NexGen – przedsiębiorstwo produkujące procesory. Jeden z bardziej znanych produktów firmy to Nx5x86, jeden z klonów procesorów zgodnych z x86. Sprzedawany jako konkurencja dla wchodzącego na rynek Pentium. Od strony programowej był to nieco poprawiony 80386, z punktu widzenia konstrukcji wewnętrznej – procesor RISC. W Polsce był sprzedawany m.in. w zestawach Optimus. Wydajnością ustępował układom Intela (zwłaszcza w operacjach zmiennoprzecinkowych – posiadał zewnętrzny koprocesor). Zegar do ok. 100 MHz. Krytykowano problemy ze zgodnością z oryginałem przy niektórych aplikacjach (zwłaszcza gry). Firma NexGen została przejęta przez AMD, a na bazie Nx6x86 powstał układ AMD K6.